# Das Kalkwerk
Das Kalkwerk ist ein Roman von Thomas Bernhard aus dem Jahr 1970. Der Protagonist Konrad zieht gemeinsam mit seiner Frau in ein abgeschiedenes altes Kalkwerk ein, um dort ungestört eine Studie über Das Gehör niederzuschreiben. Der Roman erschien 1970 im Suhrkamp Verlag. Der Hörverlag veröffentlichte 2002 eine inszenierte Lesung in der Regie von Ulrich Gerhardt, gesprochen von Ulrich Matthes.

## Inhalt
Diese Studie hat Konrad angeblich schon seit Jahrzehnten im Kopf; er wartet aber noch auf den aller geeignetsten Moment, um sie zu Papier zu bringen. Seine Frau, die Konrad genannt, ist auf den Rollstuhl und auf die Hilfe und Pflege ihres Mannes angewiesen. Dieser missbraucht sie jedoch für seine Experimente nach der Urbantschitschen Methode, die seiner Studie dienen sollen.
Diese Experimente werden in der Form vollzogen, dass Konrad seiner Frau über Stunden hinweg, in alternierender Lautstärke und aus verschiedenen Entfernungen, dieselben Wörter ins Ohr sagt. Die Frau, die sich aufgrund ihrer Lähmung der Tortur nicht entziehen kann, muss daraufhin Aussagen darüber machen, wie sie welchen Laut wahrgenommen hat. Bei diesem quälenden Prozedere, das sich täglich im Kalkwerk abspielt, arbeitet die Frau, Konrads Ermessen nach, unterschiedlich gut mit. Um bei seinen Experimenten aber ein bestmögliches Ergebnis zu erzielen, hat sich Konrad eine Art Konditionierungssystem ausgedacht, mit dem er seine Frau zu besserer Mitarbeit zwingen will: Arbeitet sie gut mit, so bekommt sie anschließend aus ihrem Lieblingsroman, dem „Ofterdingen“ von Novalis vorgelesen. Verhält sie sich nicht so, wie ihr Mann es wünscht, so liest er ihr stundenlang aus seinem Lieblingsbuch, dem Kropotkin vor.
Auf diese sadistisch anmutende Art und Weise arbeitet Konrad tagtäglich an der Studie, wobei er nie wirklich dazu kommt, mit der Niederschrift zu beginnen. Laut seinen Aussagen kommt ihm immer etwas dazwischen. Meistens klopft es genau in den Momenten, die ihm als geeignet erscheinen, an der Tür des Kalkwerks und ein unwillkommener Besucher macht Konrads gesamtes Konzept zunichte. Die angespannte Situation zwischen Konrad und seiner Frau spitzt sich im Laufe des Romans immer weiter zu. Er beginnt, sie zu vernachlässigen, indem er sie nur noch selten wäscht und ihr keine sauberen Kleider mehr anzieht. Da Konrad neben seiner Arbeit an der Studie keiner beruflichen Tätigkeit nachgeht, ist er gezwungen, nach und nach heimlich, hinter dem Rücken seiner Frau, das gesamte Inventar des Kalkwerks zu veräußern. Eines Nachts träumt er von der Umkehr der Machtverhältnisse in der Paarbeziehung: In seinem Traum kann sich seine Frau plötzlich bewegen, kommt ihm in seinem Zimmer entgegen und macht ihm den Vorwurf, heimlich die Studie verfasst zu haben. Nach diesem Traum erschießt Konrad seine Frau in der Nacht vom 24. auf den 25. Dezember. Diese Geschichte von Konrad und seiner Frau wird vermittelt durch einen namenlosen Erzähler, der sich mit verschiedenen Menschen, die in Konrads Umfeld leben, unterhält.

## Die Figur des Erzählers
Die Erzählerfigur ist ein Lebensversicherungsvertreter, der nicht beim Namen genannt wird und über dessen Persönlichkeit der Leser nichts erfährt. Er unterhält sich während des gesamten Romans mit Fro und Wieser in einem Gasthaus über die Geschichte Konrads und gibt, im Anschluss an diese Gespräche, einen Report über das Geschehene und Gesagte ab. Damit hat er die Rolle eines Berichterstatters. Weitere Informanten für seinen Bericht sind: der Baurat, der Bäcker und Höller, deren Aussagen vermittelt durch Fro und Wieser an ihn herangetragen werden. Der Report des Erzählers erstreckt sich über mehrere Tage. Der Leser erfährt, dass der Erzähler Konrad zwar einige Male getroffen hat; es wird jedoch nicht gesagt, in welchem Verhältnis er zu ihm stand. Auch über die Beweggründe des Erzählers, den Bericht zu verfassen, wird der Leser im Dunkeln gelassen.

## Erzählstil
Beinahe alles, was der Erzähler von den Gesprächen mit Fro und Wieser wiedergibt, ist im Konjunktiv I gehalten. Es entsteht eine komplexe Zitatkette, da die Aussagen, die Konrad angeblich gemacht haben soll, zunächst von Fro oder Wieser zitiert werden und diese dann wiederum vom Erzähler zitiert werden. Diese Zitate werden verknüpft durch Inquit-Formeln, die zwischen den einzelnen Teilsätzen stehen. Die Zitatkette bewirkt, dass die Erzählperspektive mehrmals gebrochen wird. Des Weiteren ist Das Kalkwerk, wie schon die beiden vorangegangenen Romane Frost und Verstörung, sehr reich an Wiederholungen von Wörtern und auch ganzen Sätzen.

## Entstehungsgeschichte
Das Kalkwerk ist Thomas Bernhards dritter umfangreicher Prosatext. Er erschien im selben Jahr, in dem Thomas Bernhard mit dem Georg-Büchner-Preis ausgezeichnet wurde. Die Preisvergabe steigerte das Interesse an dem Buch zusätzlich. Thomas Bernhard besuchte Deutschland und die Schweiz, wo zahlreiche Lesungen stattfanden. Zwischendurch sah es für kurze Zeit so aus, als würde ein Teil dieser Lesungen ausfallen, denn der Autor wollte seinen Vertrag mit Suhrkamp ändern und drohte damit, alle weiteren Termine abzusagen.
Das Kalkwerk ist der Roman, mit dem Thomas Bernhard eine erste große Breitenwirkung erzielen konnte, während seine früheren Prosawerke eher einem etwas kleineren Leserkreis von Literaturkennern vertraut waren. Bereits im November 1970 war die erste Auflage von 3000 Exemplaren ausverkauft. Daher war Das Kalkwerk sowohl für Thomas Bernhard als auch für den Suhrkamp-Verlag ein kommerzieller Erfolg. Am 1. August 1973 erschien auch eine Taschenbuch-Ausgabe des Romans in einer ersten Auflage von 12.000 Exemplaren.
Im Thomas-Bernhard-Archiv in Gmunden existiert unter der Signatur W 3/1 ein achtzehn Blatt umfassendes Konvolut mit Notizen, die der Autor zum Kalkwerk anfertigte. Daraus wird ersichtlich, dass sich Bernhard für seinen Roman medizinisches Fachwissen angeeignet hatte. Fachtermini aus der Ohrenheilkunde wie zum Beispiel Otalgie, Otitis oder Otosklerose tauchen darin auf.

## Rezeption
Peter Härtling schrieb 1970 im Spiegel: „Thomas Bernhards neuer Roman ‚Das Kalkwerk‘ ist noch entschiedener als die vorangegangenen, der Aberwitz wird ‚natürlich‘, die äußerste Introversion zur Methode, die Handlung zur Travestie [...].“
Ernst-Wilhelm Händler nannte ihn 2004 in der Frankfurter Allgemeinen Zeitung sein Lieblingsbuch: „Ist Klarheit ohne Kälte möglich? ‚Das Kalkwerk‘ von Thomas Bernhard beantwortet die Frage nicht. Aber die Frage ist ohne das Kalkwerk nicht zu beantworten.“
In literaturkritik.de hieß es 2006 anlässlich Bernhards 75. Geburtstag und der Neuveröffentlichung in Band 3 der auf 22 Bände angelegten Werkausgabe bei Suhrkamp: „Virtuos entwickelt Bernhard hier den Typus des ‚hochintelligenten Geisteskranken‘, der an seinen eigenen Ansprüchen scheitert und dessen Streben nach Perfektion letztendlich in einer Katastrophe endet. Seine sprachlich geradezu unglaubliche Konstruktion wirkt nur vordergründig monoton, immer wieder windet sich der Text in den sich nur über Dritte mitteilenden Gedanken Konrads.“
Die meisten Rezensenten betonen die thematische Kontinuität in Thomas Bernhards längeren Prosawerken.  Heinrich Vormweg sagte dazu im Merkur: „Das Thema, das er in allen seinen Arbeiten immer wieder umkreist, ist das Furchtbare, Sinnlose, Erdrückende menschlichen Lebens, die Zone seiner Verfinsterung, Verkrüppelung, des unkorrigierbaren Verstörtseins.“

## Ausgaben
- Das Kalkwerk. Bibliothek Suhrkamp Band 1320. Frankfurt am Main 1999 ISBN 3-518-22320-8
- Renate Langer (Hrsg.): Thomas Bernhard: Werke, Band 3 Das Kalkwerk. Suhrkamp Berlin 2004 ISBN 3-518-41503-4

Tonträger
- Ulrich Gerhardt (Bearb.): Das Kalkwerk. Der Hörverlag. München 2002 ISBN 3-89584-967-7

Sekundärliteratur
- Josef König: Schöpfung und Vernichtung. Über die Kopfmetapher in Thomas Bernhards Roman Das Kalkwerk. In: Sprache im technischen Zeitalter 17 (1977), H. 63, 231–241.
- Heinrich Lindenmayr: Totalität und Beschränkung. Eine Untersuchung zu Thomas Bernhards Roman Das Kalkwerk. Königstein i. Ts. 1982.
- Christoph Meister: Ein Roman und sein Schauplatz. Die Logik des erzählten Raums bei Thomas Bernhard. Bern 1989.
- Birgit Nienhaus: Architekturen und andere Räume. Raumdarstellung in der Prosa Thomas Bernhards. Marburg 2010.
- August Obermayer: Der Locus terribilis in Thomas Bernhards Prosa. In: Manfred Jurgensen (Hg.): Thomas Bernhard. Annäherungen. Bern/München 1981, 215–229.
- Kenan Öncü: Thomas Bernhards Konrad in Das Kalkwerk und Orhan Pamuks Prinz in Das schwarze Buch. In: Armin Eidherr/Manfred Mittermayer (Hg.): Thomas Bernhard in der Türkei. Istanbul 2002, 9–27.
- Clemens Ruthner: (Text-)Räume des Schreckens. Thomas Bernhard und E. A. Poe. In: Joachim Hoell/Kai Luehrs-Kaiser (Hg.): Thomas Bernhard. Traditionen und Trabanten. Würzburg 1999, 135–141.
- Jens Tismar: Einsamkeitszellen. In: Ders.: Gestörte Idyllen. Eine Studie zur Problematik der idyllischen Wunschvorstellungen am Beispiel von Jean Paul, Adalbert Stifter, Robert Walser und Thomas Bernhard. München 1973, 106–138.
- Gernot Weiß: Auslöschung der Philosophie. Philosophiekritik bei Thomas Bernhard. Würzburg 1993.